# Конвенція фанатів

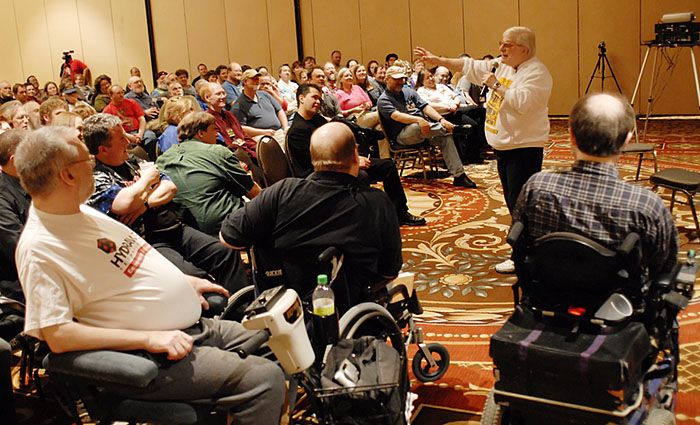
Гарлан Еллісон виступає на Minicon 41 (13 квітня 2006)

Конвенція фанатів (термін з'явився 1942) — подія, на яку збираються фани певного фільму, серіалу, коміксу, актора чи цілого розважального жанру, як-то наукова фантастика чи аніме і манґи, і беруть участь у різних заходах, зустрічаються зі знаменитостями і один з одним. Може бути комерційною або ні.
Конвенції фанатів традиційно організовуються фанами за підтримки компаній-спонсорів, що мають стосунок до теми кону: видавництв, телекомпаній, IT-компаній тощо. На деяких конвенціях відбувається вручення тематичних нагород, наприклад, премія Г'юго вручається на Всесвітньому науково-фантастичному конвенті з 1953 року.

## Огляд
Фанатські конвенції традиційно організовуються прихильниками на некомерційній основі, хоча деякі заходи, орієнтовані на фанатів, проводяться комерційними структурами з метою отримання прибутку. На багатьох конвенціях вручаються нагороди, пов'язані з їхньою тематикою, наприклад, Премія Г'юго, яка з 1953 року вручається на Всесвітньому науково-фантастичному конвенті (WorldCon).
На комерційних заходах виконавці часто роздають автографи фанатам, іноді за фіксовану плату, а іноді можуть виконувати пісні, які не мають відношення до шоу, або розважати публіку в інший спосіб. Такі конвенти зазвичай досить дорогі й проводяться в готелях. Для захисту знаменитостей від можливих нав'язливих шанувальників зазвичай передбачені посилені заходи безпеки. Такі особливості не є типовими для традиційних конвентів наукової фантастики, які більше орієнтовані на наукову фантастику як літературний жанр, а не на візуальні медіа. Вони не передбачають платних виступів відомих особистостей і підтримують менший поділ між професіоналами та фанатами.
Аніме-конвенти, ігрові конвенти, конвенти філк-музики та фурі-конвенти можна вважати похідними від науково-фантастичних конвентів, які виникли наприкінці 1930-х років. Хоча носіння костюмів і навіть конкурси костюмів (відомі як «маскарад») іноді були частиною традиційних конвентів наукової фантастики ще з часів, коли Форрест Дж. Акерман та Морохо з’явилися в костюмах на першому Всесвітньому конвенті наукової фантастики у 1939 році, це ніколи не було їхньою головною особливістю. Проте завдяки висвітленню в пресі комікс- і аніме-конвентів поширився образ фанатів, які схильні одягатися в костюми улюблених персонажів. Такі костюми (відомі як косплей в термінології аніме) можуть вимагати значних витрат часу та коштів на створення. Різні конвенти використовують різні методи підрахунку відвідувачів, що може спричиняти певну плутанину щодо їхньої фактичної кількості.

## Історія
Першою відбулася конвенція фанів наукової фантастики (НФ) у 1937 Філадельфії (Пенсильванія). Аніме-фестивалі, конвенції ігор, комік-кони, фурі-конвенції можна вважати похідними перших НФ-конвентів. Крім вузьких конвентів є також мультижанрові, наприклад Comic-Con International у Сан-Дієго чи Animation On Display у Бурнінгеймі (Каліфорнія). Найпоширенішими конвенти і далі є у США, хоча відбуваються також у багатьох інших країнах світу.
Одягання костюмів на конвенції (т.з. косплей) і конкурс костюмів не є обов'язковим, хоча часто є частиною події.